# Митна конвенція про міжнародні перевезення із застосуванням книжки МДП
Ми́тна конве́нція про міжнаро́дне переве́зення вантажі́в із застосува́нням книжки́ МДП (Конве́нція МДП 1975 р.) — міжнародна угода, яка була прийнята 1975 року під егідою Європейської економічної комісії Організації Об'єднаних Націй.
Метою Конвенції є створення системи транспортування вантажів, які спрощують процедури їхнього оформлення при перетині ними кордонів.
Щоб забезпечити безперешкодне переміщення вантажів з мінімальними витратами в дорозі та, водночас, щоб забезпечити максимальну митну безпеку, режим МДП містить п'ять основних елементів:
1. Вантажі повинні перевозитись у безпечних (з точки зору митниці) транспортних засобах чи контейнерах;
2. Сплата мита й податків, у відношенні до яких існує ризик несплати, повинні забезпечуватись міжнародною гарантією;
3. Вантажі повинні супроводжуватись визнаними всіма країнами — учасниками Конвенції митними документами (книжка МДП), прийнятим до оформлення в державі відправлення і, який служить документом контролю в державах відправлення, транзиту й призначення;
4. Заходи митного контролю, які приймаються в державі відправлення, повинні визнаватись усіма країнами транзиту й призначення;
5. Доступ до процедури МДП для національних об'єднань (дозвіл на видачу книжок МДП), фізичних і юридичних осіб (дозвіл на використання книжок МДП) повинен контролюватись вповноваженими національними органами.

Асоціація Міжнародних Автомобільних перевізників України, яка заснована в 1991 році, відповідає за представлення інтересів українських автомобільних перевізників в Міжнародному Союзі Автомобільного Транспорту (МСАТ) та в системі МДП. Цей орган має право на видачу книжок МДП.